# 和泉大宮駅

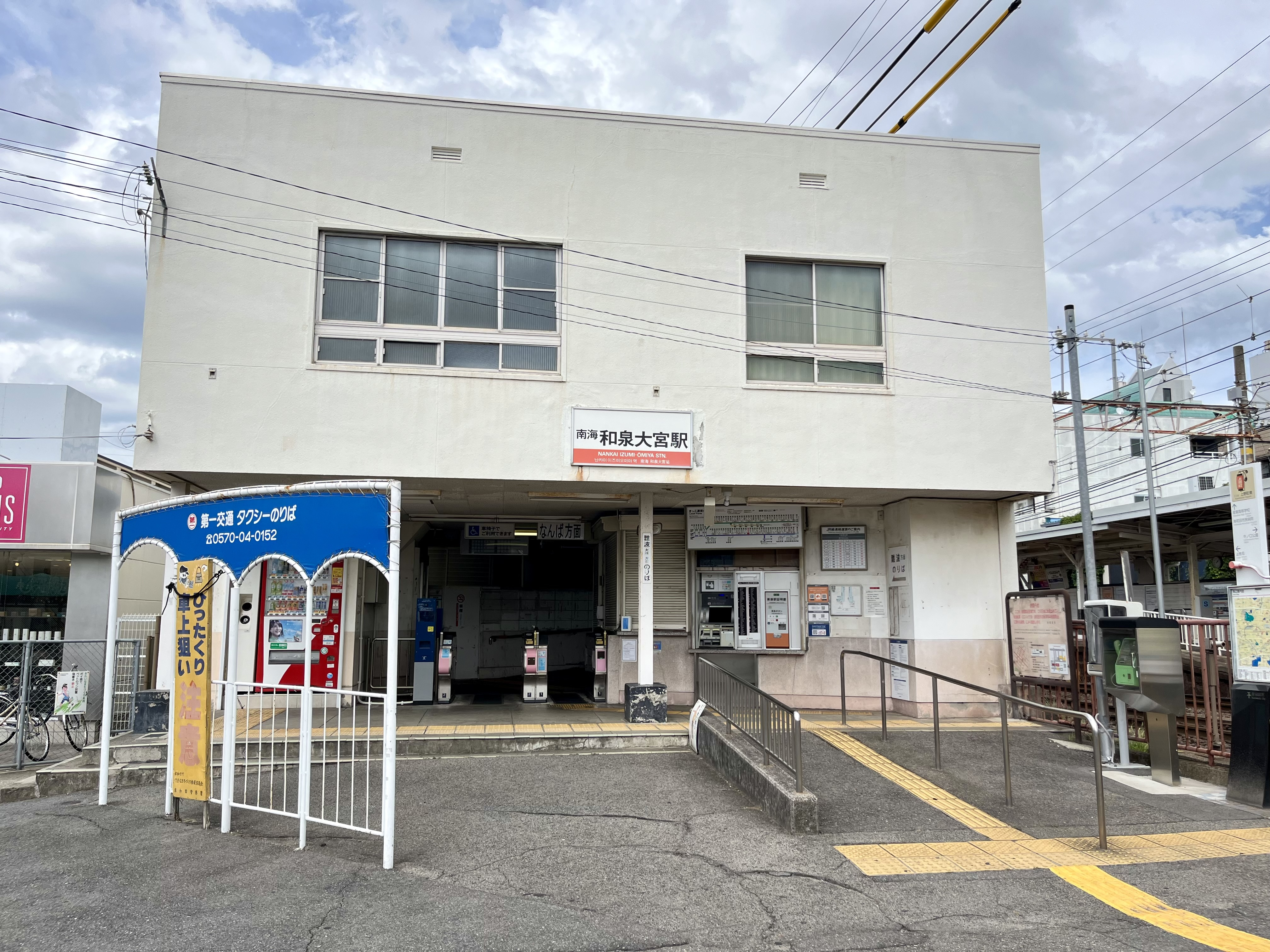
駅入口（なんば方面乗り場）

和泉大宮駅（いずみおおみやえき）は、大阪府岸和田市上野町東13-1にある、南海電気鉄道南海本線の駅。駅番号はNK23。

## 歴史
- 1937年（昭和12年）4月10日：南海鉄道の春木駅 - 岸和田駅間に新設[1]。
- 1944年（昭和19年）6月1日：会社合併により近畿日本鉄道の駅となる。
- 1947年（昭和22年）6月1日：路線譲渡により南海電気鉄道の駅となる。
- 2012年（平成24年）4月1日 ：駅ナンバリングが導入され、使用を開始[2][3]。

## 駅構造
相対式2面2線のホームを持つ地平駅である。改札はホームごとに独立しており、入場後のホーム同士の往復は不可能。各ホームの改札口は和歌山市寄りにある。トイレは、なんば方面乗り場駅舎に設置されており、多機能トイレにも対応している。

### のりば
| のりば | 路線   | 方向 | 行先                   |
| ------ | ------ | ---- | ---------------------- |
| 1      | 南海線 | 下り | 関西空港・和歌山市方面 |
| 2      | 南海線 | 上り | なんば方面             |

## 利用状況
2019年（令和元年）次の1日平均乗降人員は4,852人（乗車人員：2,384人、降車人員：2,468人）である。
近年の1日平均乗降・乗車人員数は下表の通り。
| 年次   | 1日平均 乗降人員 | 1日平均 乗車人員 | 順位 | 出典   |
| ------ | ---------------- | ---------------- | ---- | ------ |
| 2000年 | 6,034            | 2,853            | -    | [ 5 ]  |
| 2001年 | 5,962            | 2,833            | -    | [ 6 ]  |
| 2002年 | 5,850            | 2,755            | -    | [ 7 ]  |
| 2003年 | 5,725            | 2,699            | -    | [ 8 ]  |
| 2004年 | 5,422            | 2,566            | 50位 | [ 9 ]  |
| 2005年 | 5,271            | 2,510            | -    | [ 10 ] |
| 2006年 | 5,175            | 2,724            | -    | [ 11 ] |
| 2007年 | 5,228            | 2,485            | -    | [ 12 ] |
| 2008年 | 5,149            | 2,443            | -    | [ 13 ] |
| 2009年 | 4,952            | 2,364            | -    | [ 14 ] |
| 2010年 | 4,825            | 2,296            | -    | [ 15 ] |
| 2011年 | 4,797            | 2,275            | 51位 | [ 16 ] |
| 2012年 | 4,793            | 2,273            |      | [ 17 ] |
| 2013年 | 4,863            | 2,283            | 50位 | [ 18 ] |
| 2014年 | 4,664            | 2,224            | 52位 | [ 19 ] |
| 2015年 | 4,598            | 2,194            | 52位 | [ 20 ] |
| 2016年 | 4,534            | 2,170            | 53位 | [ 21 ] |
| 2017年 | 4,605            | 2,215            | 52位 | [ 22 ] |
| 2018年 | 4,695            | 2,278            | 52位 | [ 23 ] |
| 2019年 | 4,852            | 2,384            | 50位 | [ 24 ] |

## 駅周辺
- 兵主神社（和泉大宮） - 駅名の由来となった神社
- 岸和田大宮郵便局
- 大阪刑務所岸和田拘置支所
- 大阪法務局岸和田支局

## バス路線
南海ウイングバス（和泉大宮駅前）
- 南行きのりば
  - 福田線（土休日のみ）
    - 622系統：下松駅前経由 道の駅愛彩ランド行き
    - 622V系統：下松駅前、岸の丘町1丁目経由 道の駅愛彩ランド行き

  - 東ヶ丘線
    - 661系統：荒木町、久米田駅前経由 和泉中央駅行き
    - 663系統：徳洲会病院、荒木町、久米田駅前経由 和泉中央駅行き
    - 665系統：市民病院前、久米田駅前経由 和泉中央駅行き（平日1便のみ）
- 北行きのりば
  - 福田線・東ヶ丘線
    - 622・622V・662・664・666系統：岸和田駅前行き

岸和田市地域巡回ローズバス（和泉大宮駅前）
- 南行きのりば
  - 南ループ：市民病院前、下松駅前、上松台方面

## 隣の駅
南海電気鉄道
 南海本線
■特急サザン・■急行・■空港急行・■区間急行
通過
■準急（難波行きのみ運転）・■普通
春木駅 (NK22) - 和泉大宮駅 (NK23) - 岸和田駅 (NK24)
- 括弧内は駅番号を示す。